# Bielsk (voivodato de Pomerania)
Bielsk [pronunciación en polaco: /bjɛlsk/] es un pueblo ubicado en el distrito administrativo de Gmina Morzeszczyn, dentro del Condado de Tczew, Voivodato de Pomerania en Polonia del norte. Se encuentra aproximadamente a 6 kilómetros al sur de Morzeszczyn, a 35 kilómetros al sur de Tczew, y a 65 kilómetros km al sur de la capital regional Gdansk.
Para detalles de la historia de la región, véase Historia de Pomerania.
El pueblo tiene una población de 100 habitantes.